# City Bowl League 2015
La City Bowl League 2015 è stata la 1ª edizione dell'omonimo torneo di football americano.

## Squadre partecipanti
| Club                 | Città    | Stadio | Sponsor ufficiale | Risultato nella stagione 2014 |
| -------------------- | -------- | ------ | ----------------- | ----------------------------- |
| Beijing Cyclones     | Pechino  |        |                   |                               |
| Chengdu Mustangs     | Chengdu  |        |                   |                               |
| Guangzhou Goats      | Canton   |        |                   |                               |
| Hangzhou Ospreys     | Hangzhou |        |                   |                               |
| Hefei Bullfinch      | Hefei    |        |                   |                               |
| Hefei Huizhou Ren    | Hefei    |        |                   |                               |
| Nanchang Gun Cavalry | Nanchang |        |                   |                               |
| Shenyang Hunters     | Shenyang |        |                   |                               |
| Shenzhen Buffaloes   | Shenzhen |        |                   |                               |
| Suzhou Blue Knights  | Suzhou   |        |                   |                               |
| Wuhan Griffins       | Wuhan    |        |                   |                               |
| Wuxi Tridents        | Wuxi     |        |                   |                               |

## Stagione regolare

### Calendario

#### 1ª giornata
| 18 aprile 2015 | Shenyang Hunters | 22 – 0 | Beijing Cyclones |  |

#### 2ª giornata
| 9 maggio 2015 | Suzhou Blue Knights | 36 – 24 | Hangzhou Ospreys |  |

#### 3ª giornata
| 6 giugno 2015 | Beijing Cyclones | 42 – 8 | Shenyang Hunters |  |

| 7 giugno 2015 | Suzhou Blue Knights | 29 – 20 | Wuxi Tridents |  |

#### 4ª giornata
| 27 giugno 2015 | Hangzhou Ospreys | 58 – 0 | Hefei Huizhou Ren |  |

#### 5ª giornata
| 4 luglio 2015 | Shenzhen Buffaloes | 20 – 28 | Guangzhou Goats |  |

#### 6ª giornata
| 2 agosto 2015 | Nanchang Gun Cavalry | 0 – 24 | Guangzhou Goats |  |

#### 7ª giornata
| 12 settembre 2015 | Guangzhou Goats | 26 – 18 | Chengdu Mustangs |  |

| 12 settembre 2015 | Suzhou Blue Knights | 44 – 6 | Nanchang Gun Cavalry |  |

#### 8ª giornata
| 17 ottobre 2015 | Chengdu Mustangs | 24 – 0 | Hangzhou Ospreys |  |

#### 9ª giornata
| 24 ottobre 2015 | Beijing Cyclones | 28 – 0 | Suzhou Blue Knights |  |

#### 10ª giornata
| 31 ottobre 2015 | Guangzhou Goats | 20 – 0 | Shenzhen Buffaloes |  |

#### 11ª giornata
| 22 novembre 2015 | Hefei Bullfinch | 20 – 10 | Suzhou Blue Knights |  |

#### 12ª giornata
| 5 dicembre 2015 | Hangzhou Ospreys | 20 – 8 | Nanchang Gun Cavalry |  |

#### 13ª giornata
| 26 dicembre 2015 | Wuhan Griffins | 12 – 46 | Beijing Cyclones |  |

### Classifica
La classifica della regular season è la seguente:
- PCT = percentuale di vittorie, G = partite giocate, V = partite vinte,  P = partite perse, PF = punti fatti, PS = punti subiti

| Pos. | Squadra              | PCT   | Punteggio | G | V | N | P | PF  | PS |
| ---- | -------------------- | ----- | --------- | - | - | - | - | --- | -- |
| 1    | Beijing Cyclones     | .800  | 0.9250    | 5 | 4 | 0 | 1 | 116 | 42 |
| 2    | Guangzhou Goats      | 1.000 | 0.7842    | 5 | 5 | 0 | 0 | 98  | 38 |
| 3    | Suzhou Blue Knights  | .600  | 0.5880    | 5 | 3 | 0 | 2 | 119 | 98 |
| 4    | Hangzhou Ospreys     | .714  | 0.4574    | 7 | 5 | 0 | 2 | 102 | 68 |
| 5    | Chengdu Mustangs     | .667  | 0.4542    | 3 | 2 | 0 | 1 | 42  | 26 |
| 6    | Shenyang Hunters     | .667  | 0.1754    | 3 | 2 | 0 | 1 | 30  | 42 |
| -    | Hefei Bullfinch      | 1.000 | -         | 1 | 1 | 0 | 0 | 20  | 10 |
| -    | Wuxi Tridents        | .000  | -         | 1 | 0 | 0 | 1 | 20  | 29 |
| -    | Wuhan Griffins       | .000  | -         | 1 | 0 | 0 | 1 | 12  | 46 |
| -    | Hefei Huizhou Ren    | .000  | -         | 1 | 0 | 0 | 1 | 0   | 58 |
| -    | Shenzhen Buffaloes   | .000  | -         | 2 | 0 | 0 | 2 | 20  | 48 |
| -    | Nanchang Gun Cavalry | .000  | -         | 3 | 0 | 0 | 3 | 14  | 88 |

## Verdetti
- Beijing Cyclones Campioni della CBL 2015